# 288960 Steponasdarius
288960 Steponasdarius este o planetă minoră (asteroid) din centura de asteroizi. A fost descoperită pe 11 octombrie 2004 la Molėtai⁠(d) de Kazimieras Černis⁠(d). 
Obiectul prezintă o orbită caracterizată de o semiaxă mare de 3,0408950076841 UAi, o excentricitate de 0,09, o înclinație de 9,1 ° în raport cu ecliptica.